# Leslie Butkiewicz
Leslie Butkiewicz (ur. 26 maja 1982 w Antwerpii) – belgijska tenisistka, posługująca się prawą ręką. Finalistka Pucharu Federacji z 2006 roku.

## Kariera tenisowa
Butkiewicz specjalizowała się głównie w turniejach gry podwójnej. Nigdy nie startowała w turniejach wielkoszlemowych seniorskich. W turniejach z cyklu ITF triumfowała dziewięć razy w grze pojedynczej i piętnaście w grze podwójnej. W rankingach WTA klasyfikowana najwyżej na miejscach w trzeciej i czwartej setce. W latach 2005–2006 reprezentowała Belgię w Pucharze Federacji; jej zwycięstwo w 2006 w pojedynku deblowym przeciwko USA przyczyniło się do awansu drużyny do finału (Butkiewicz zagrała w zastępstwie za Justine Henin-Hardenne, która odmówiła udziału w półfinałach z powodu zmęczenia). W 2005 zagrała jeden mecz przeciwko Venus Williams, który przegrała.
Do jej sukcesów można zaliczyć m.in. pokonanie Emmy Laine regularnie występującej w turniejach WTA Tour. Wśród słynnych nazwisk w jej statystykach z rozegranych spotkań można znaleźć takie nazwiska jak Anabel Medina Garrigues, wspomniana Venus Williams, czy Zheng Jie, jednak z nimi Butkiewicz zawsze przegrywała.
W 2007 roku znacznie ograniczyła swoje występy singlowe, dochodząc do finału w Brukseli (ITF z pulą nagród 10 tysięcy dolarów), przegrała tam z Nathalie Mon. Singla grała jeszcze dwukrotnie, za każdym razem odpadając w drugiej rundzie. Także w grze pojedynczej występowała stosunkowo rzadko, a jej jedyny start w imprezie z cyklu WTA – w rodzinnej Antwerpii – zakończył się już na pierwszej rundzie.